# E de fel på mig?
"E det fel på mej" är en låt från 2011 skriven av Pontus Assarsson, Thomas G:son, Jörgen Ringqvist och Daniel Barkman. Låten framfördes av Linda Bengtzing i den fjärde deltävlingen av Melodifestivalen 2011 i Malmö där låten fick flest röster och gick därmed direkt till final i Globen där den slutade på sjunde plats. 
Melodin låg på Svensktoppen i en vecka, den 10 april 2011 innan den lämnade listan.

## Listplaceringar
| Lista (2011) | Topplacering |
| ------------ | ------------ |
| Sverige      | 15           |